# Ersen (Liebenau)
Ersen ist ein Stadtteil von Liebenau im nordhessischen Landkreis Kassel.

## Geographische Lage
Das Dorf liegt an den Nordhängen des Habichtswälder Berglandes am Übergang zur Warburger Börde etwa 100 m südlich oberhalb dem Tal der Diemel. Die Entfernung zur Kernstadt Liebenau beträgt 4 km, nach Warburg 7 km, nach Hofgeismar 10 km und nach Kassel im Südosten 24 km (jeweils Luftlinie).

## Geschichte

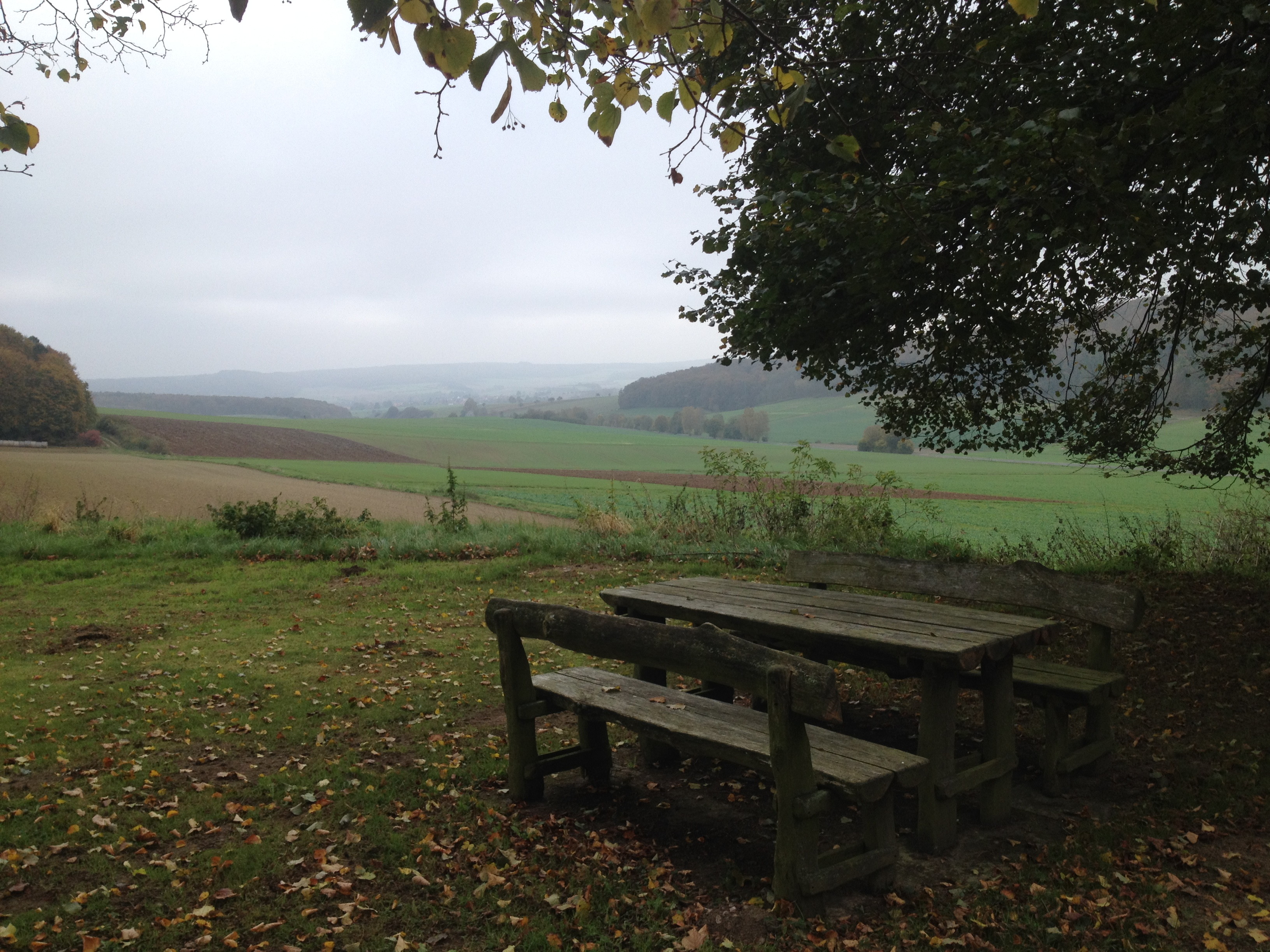
Rastplatz an der Alten Ersener Rügegerichtsstätte

Von einer bis in die Jungsteinzeit zurückreichenden Besiedlung der Gegend um Ersen zeugen zahlreiche entsprechende Funde sowie Grabanlagen.
Die älteste bekannte schriftliche Erwähnung von Ersen erfolgte im Jahr 1432 unter dem Namen Essen.

### Gebietsreform
Im Zuge der Gebietsreform in Hessen wurde die bis dahin selbständige Gemeinde Ersen am 1. April 1972 auf freiwilliger Basis in die Stadt Liebenau eingemeindet.
Für Ersen, wie für die nach Liebenau eingegliederten ehemals selbständigen Gemeinden und die Kernstadt (Stadtteile), wurden Ortsbezirke mit Ortsbeirat und Ortsvorsteher nach der Hessischen Gemeindeordnung gebildet.

### Bevölkerung

#### Einwohnerentwicklung
Quelle: Historisches Ortslexikon
- 1585: 27 Haushaltungen
- 1747: 53 Haushaltungen

| Ersen: Einwohnerzahlen von 1834 bis 2022 | Ersen: Einwohnerzahlen von 1834 bis 2022 | Ersen: Einwohnerzahlen von 1834 bis 2022 | Ersen: Einwohnerzahlen von 1834 bis 2022 | Ersen: Einwohnerzahlen von 1834 bis 2022 |
| --- | ---------------------------------------- | ---------------------------------------- | ---------------------------------------- | ---------------------------------------- |
| Jahr |                                          |                                          |                                          | Einwohner                                |
| 1834 | 1834                                     |                                          | 323                                      | 323                                      |
| 1840 | 1840                                     |                                          | 308                                      | 308                                      |
| 1846 | 1846                                     |                                          | 288                                      | 288                                      |
| 1852 | 1852                                     |                                          | 296                                      | 296                                      |
| 1858 | 1858                                     |                                          | 295                                      | 295                                      |
| 1864 | 1864                                     |                                          | 295                                      | 295                                      |
| 1871 | 1871                                     |                                          | 294                                      | 294                                      |
| 1875 | 1875                                     |                                          | 311                                      | 311                                      |
| 1885 | 1885                                     |                                          | 354                                      | 354                                      |
| 1895 | 1895                                     |                                          | 342                                      | 342                                      |
| 1905 | 1905                                     |                                          | 311                                      | 311                                      |
| 1910 | 1910                                     |                                          | 301                                      | 301                                      |
| 1925 | 1925                                     |                                          | 299                                      | 299                                      |
| 1939 | 1939                                     |                                          | 285                                      | 285                                      |
| 1946 | 1946                                     |                                          | 530                                      | 530                                      |
| 1950 | 1950                                     |                                          | 498                                      | 498                                      |
| 1956 | 1956                                     |                                          | 427                                      | 427                                      |
| 1961 | 1961                                     |                                          | 403                                      | 403                                      |
| 1967 | 1967                                     |                                          | 382                                      | 382                                      |
| 1970 | 1970                                     |                                          | 394                                      | 394                                      |
| 1980 | 1980                                     |                                          | ?                                        | ?                                        |
| 1990 | 1990                                     |                                          | ?                                        | ?                                        |
| 2000 | 2000                                     |                                          | ?                                        | ?                                        |
| 2011 | 2011                                     |                                          | 333                                      | 333                                      |
| 2019 | 2019                                     |                                          | 274                                      | 274                                      |
| 2022 | 2022                                     |                                          | 275                                      | 275                                      |
| Datenquelle: Historisches Gemeindeverzeichnis für Hessen: Die Bevölkerung der Gemeinden 1834 bis 1967. Wiesbaden: Hessisches Statistisches Landesamt, 1968. Weitere Quellen: ; Zensus 2011; Stadt Liebenau: |                                          |                                          |                                          |                                          |

#### Religionszugehörigkeit
Quelle: Historisches Ortslexikon
| • 1885: | 353 evangelische (99,72 %), keine katholischen, ein anderer (= 0,28 %) Einwohner |
| • 1961: | 323 evangelische (= 80,15 %), 78 katholische (= 19,35 %) Einwohner               |

## Kultur und Sehenswürdigkeiten
Für die unter Denkmalschutz stehenden Kulturdenkmäler des Ortes siehe die Liste der Kulturdenkmäler in Ersen.

## Infrastruktur
In der Nähe des Ortes verlaufen die Bundesstraßen 7, 83 und 241. Die nächsten Autobahnanschlussstellen sind Warburg und Breuna an der A 44.
In Warburg und Liebenau befinden sich Regionalbahnhöfe an der Kursbuchstrecke 430 Hamm-(Paderborn)-Kassel. Der nächste ICE/IC-Bahnhof ist Kassel-Wilhelmshöhe.
Vom nahen Regionalflughafen Kassel-Calden sind Urlaubsziele im Mittelmeerraum erreichbar. Vom etwa 50 Kilometer entfernten Flughafen Paderborn/Lippstadt werden Charterflüge angeboten.
Ersen ist ein noch ländlich geprägtes Dorf ohne Industrie und praktisch ohne touristische Infrastruktur.

## Ehrenbürger
- 1895 Otto von Bismarck (1815–1898), Reichskanzler